# Adipocere

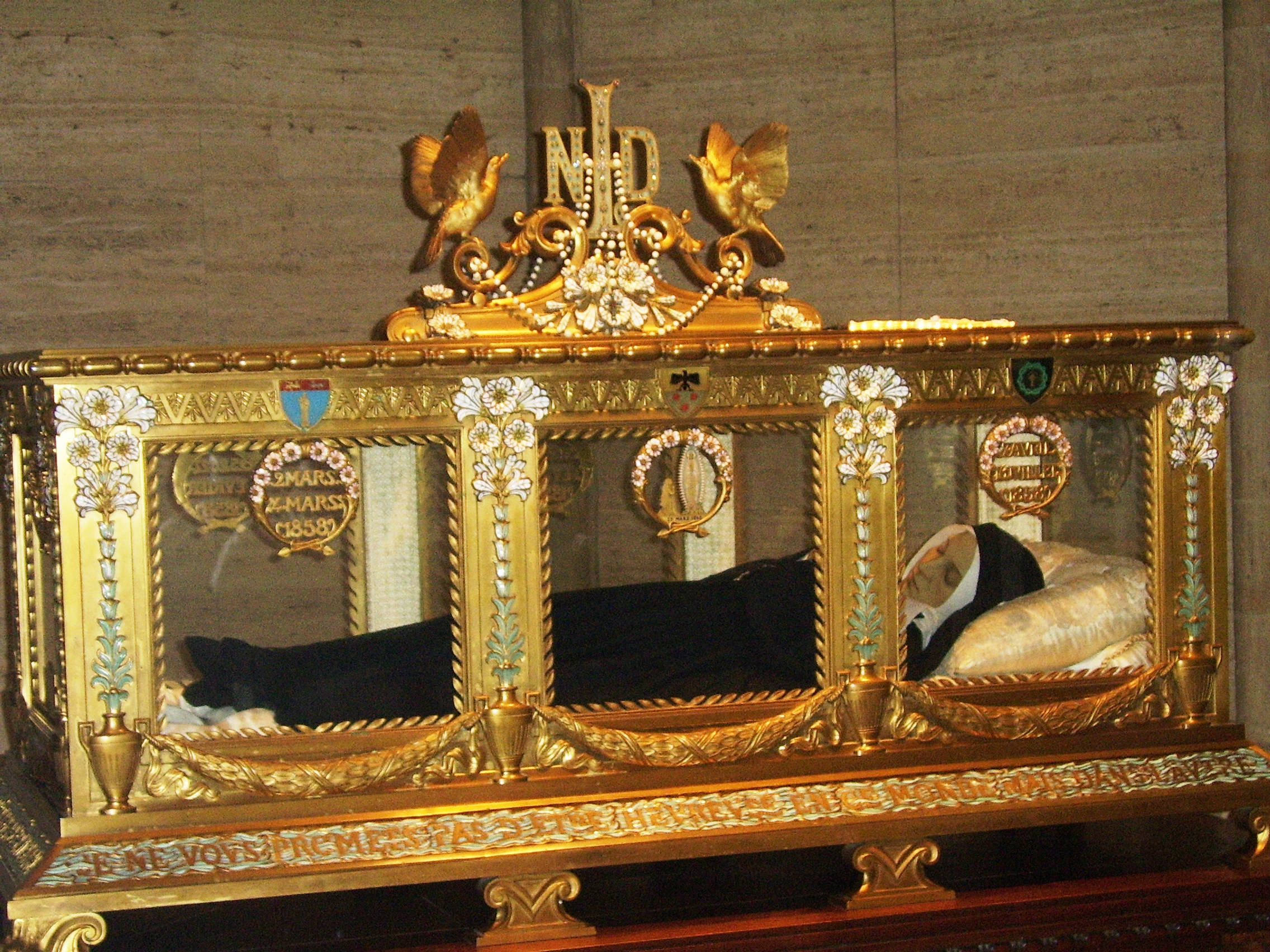
O fenômeno do corpo incorrupto dos santos está, em alguns casos, diretamente ligado a adipocere.

Adipocere, também conhecida como cera cadavérica, é uma substância similar a uma cera, formada por organismos e bactérias anaeróbicas a partir da hidrólise de gordura encontrada nos tecidos, como o tecido adiposo de cadáveres. A putrefação é substituída por uma permanente e firme camada, protegendo e conservando órgãos internos e tecidos da face.

## Historia
A adipocere foi primeiramente descrita por Thomas Browne no discurso Hydriotaphia, Urn Burial (1658):

Em um corpo com hidropisia após dez anos sepultado em um terreno de uma igreja, encontramos com um corpo com gordura enrijecida, onde o acetato de potássio da terra, e os sais e secreções do corpo, a gordura foi abundantemente coagulada, gerando consistência rígida, protegendo partes remanescentes.
O processo químico da formação da adipocere, saponificação, observado e compreendido século XVII quando tecnologias dos microscópios foram disponibilizadas.
Augustus Granville acreditou ter feito velas a partir de adipocere de uma múmia e usado sua luz para lecionar em público quando relatava uma dissecação.

## Aparência
Adipocere se desintegra com facilidade, tem textura similar a uma cera, é insolúvel em água, e consiste de ácidos graxos saturados. Dependendo do clima e condições, é formado por tecido adiposo branco ou Tecido adiposo marrom, adipocere é normalmente branco-acinzentado ou cobreado.
Em cadáveres, a firme camada de adipocere permite algumas estimativas de como era o formato do corpo e traços faciais, e cicatrizes e ferimentos muitas vezes são preservados.

## Formação
A formação de gordura em uma ocorrência de adipocere, surge melhor em um ambiente sem a presença de oxigênio e altos níveis de umidade, como fundos pantanosos ou lama sedimentada no fundo de lagos, ou em espaços lacrados como túmulos e catacumbas, podendo ocorrer em casos de múmias embalsamadas ou sem tratamento. Formações se iniciam cerca de um mês após a morte, e sem a presença de ar, pode persistir por séculos. Formações adipocerosas no lado esquerdo do cérebro foram observadas no século XIII em crianças como no sulcos, giro, e no corpúsculo de Nissl no córtex puderam ser   distinguidas somente no século XX. Um corpo desprotegido, infestado ou em um corpo em ambiente aquecido, é improvável o surgimento de depósitos de adipocere.
Corpos de mulheres, crianças e pessoas obesas são particularmente propícios a formação de adipocere devido ao maior teor de gordura. Em ciências forenses, a utilização da formação de adipocere, é estimar o intervalo postmortem, porém essa estimativa é limitada porque a velocidade desse processo depende de temperatura. Ou seja, é acelerado em altas temperaturas, e impedido em temperaturas extremas.